# بروس جي. بلير
بروس جي. بلير (بالإنجليزية: Bruce G. Blair)‏ هو باحث أمريكي، ولد في 1947.

## وصلات خارجية
- بروس جي. بلير على موقع IMDb (الإنجليزية)
- بروس جي. بلير على موقع قاعدة بيانات الفيلم (الإنجليزية)